# Jean-Luc Averous
Pour les articles homonymes, voir Averous.
Pas d'image ? Cliquez ici

a Compétitions nationales et continentales officielles uniquement.

b Matchs officiels uniquement.
Jean-Luc Averous, né le 22 octobre 1954 à Béziers (France), est un joueur international français de rugby à XV évoluant principalement au poste d'ailier. Il joue avec le club de La Voulte sportif durant sa carrière.
Il joue avec l'équipe de France de 1975 à 1981, remportant le deuxième Grand Chelem de l'histoire du XV de France en 1977.

## Biographie
Jean-Luc Averous débute au sein de l'équipe de La Voulte sportif à dix-sept ans lors de la saison 1971-1972. Il est titularisé contre le Castres olympique au poste de centre après des blessures dans l'effectif et il marque un doublé lors du succès de son club. Le match d'après, malgré le retour des blessés, il garde sa place de titulaire mais est déplacé au poste d'ailier contre le Biarritz olympique. Durant la saison, opposé à l'ancien international Christian Darrouy contre le Stade montois, il inscrit un essai.
L'année suivante, il dispute le quart de finale du Championnat de France contre le futur champion de France, le Stadoceste tarbais.
Il dispute son premier match international avec l'équipe de France, le 15 février 1975, contre l'équipe d'Écosse,.
En début d'année 1977, il est sélectionné pour le Tournoi des Cinq Nations, profitant du forfait de Guy Novès qui lui a pris sa place de titulaire quelque temps auparavant. À l'issue de la compétition, il remporte le deuxième Grand Chelem de l'histoire du XV de France.
Le 14 juillet 1979, il est titulaire et inscrit un essai lors du premier succès de l'équipe de France à l'Eden Park contre la Nouvelle-Zélande.
Le 1er mai 1980, il participe au premier match des Barbarians français contre l'Écosse à Agen. Les Baa-Baas l'emportent 26 à 22. Il joue également le deuxième match des Barbarians français, le 15 mai 1981, contre Crawshay's à Clermont-Ferrand. Les Baa-Baas l'emportent 34 à 4.
Le 11 juillet 1981, il joue son dernier test match en équipe de France contre l'équipe d'Australie. Il compte en tout 25 sélections,.
Trois ans plus tard, le 1er septembre 1984, il joue de nouveau avec les Barbarians français contre les Harlequins au stade de Twickenham. Les Baa-Baas l'emportent 42 à 20.
En juillet 2015, Jean-Luc Averous devient co-président du ROC La Voulte-Valence lors de la dernière saison du club avant la dissolution de celui-ci.

## Statistiques

### En équipe nationale
- 25 sélections en équipe de France.
- 7 essais, 28 points.
- Sélections par année : 4 en 1975, 7 en 1976, 7 en 1977, 3 en 1978, 2 en 1979, 2 en 1980 et 1 en 1981.
- Tournois des Cinq Nations disputés : 1975, 1976, 1977, 1978 et 1980.
- Tournées disputées : 1975, 1976, 1977, 1979, 1981.
- International France A : 1 sélection en 1979 contre le Canada.

### Barbarians français
- 3 matchs avec les Barbarians français de 1980 à 1984.

## Palmarès
- Vainqueur du Tournoi des Cinq Nations en 1977 (Grand Chelem) avec l'équipe de France.